# چرت سینگ‌والا
چرت سینگ‌والا (به انگلیسی: Charat Singhwala) یک روستا در پاکستان است که در پنجاب واقع شده‌است. چرت سینگ‌والا ۱۶۶ متر بالاتر از سطح دریا واقع شده‌است.